# 제8천년기
제8천년기(第八千年期, 8th millennium)는 7001년 1월 1일부터 8000년 12월 31일까지 이어지는 천 년의 기간이다. 이는 서기로 여덟 번째 시기의 천년이라는 뜻이다.